# Carl Bernhard von Cotta
Pour les articles homonymes, voir Cotta.

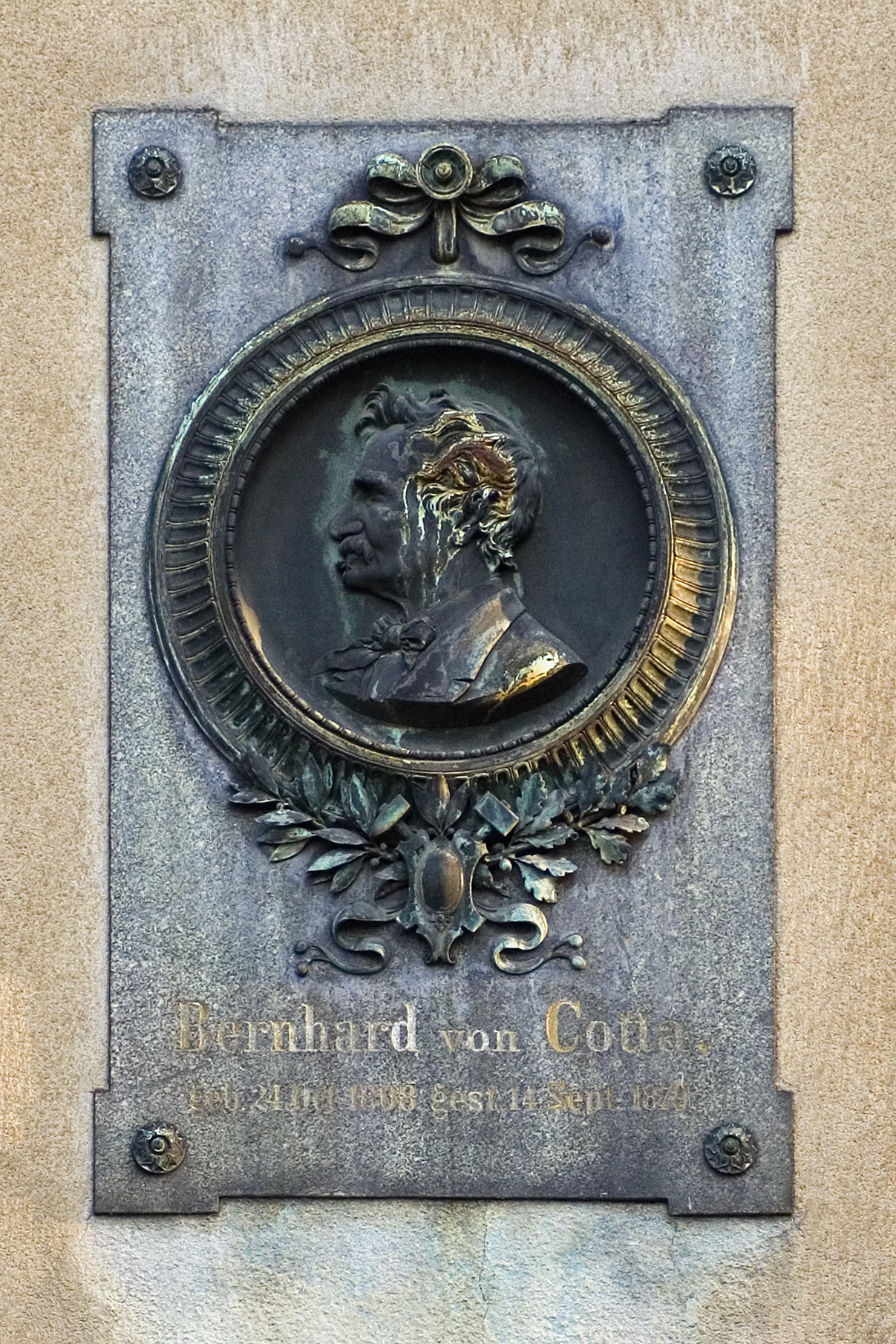
Tableau à Freiberg

Carl Bernhard von Cotta (né le 24 octobre 1808 dans la maison forestière de Kleine Zillbach près de Meiningen; † 14 septembre 1879 à Freiberg) est un éminent géologue et ingénieur des mines allemand. Il vérifia l'hypothèse des glaciations de Louis Agassiz, et estima les ressources minières de plusieurs régions d'Europe centrale et balkanique.

## Biographie
Fils de l'agronome Heinrich Cotta, il étudia à partir de 1827 minéralogie et la géologie à l’École des mines de Freiberg, et s'affilia à l'association étudiante Corps Saxo-Montania zu Freiberg und Dresden in Aachen (de). En 1831 il s'inscrit à l'Université de Heidelberg, dont il sort diplômé en 1832, puis fréquente l’École forestière de Tharandt.
Ses études terminées, Cotta commença à travailler en 1839 en tant que secrétaire de l’École forestière. En vérité, il travaillait depuis 1832 à la préparation d'une carte géologique de la Saxe, d'abord sous la direction de Carl Amandus Kühn (de), puis avec Carl Friedrich Naumann depuis 1835.
Il prit en 1842 la succession de Naumann (recruté par l'université de Leipzig) à la chaire de géologie de Freiberg et paracheva sa carte géologique en 1845. Fasciné par l'hypothèse des glaciations de Louis Agassiz, il découvrit dans les monts de Hohburg à l'est de Leipzig des traces de glacier qui l'impressionnèrent :
« Les glaciers du nord ont-ils pu s'étendre des montagnes de Scandinavie aux collines de Würtz? Cette seule pensée m'effraie. »
Cotta élargit son enseignement à la minéralogie et à la prospection minière. Il fut en 1848 l'un des fondateurs de la Société allemande de géologie (de). Mais ayant pris part à la Révolution de Mars, il entra un temps dans la clandestinité (1849).
Les recherches de Bernhard von Cotta ne se limitaient pas à l'Allemagne. En 1854, il décrivit les gisements minéraliers de Transylvanie, de Hongrie, du Banat, de la Serbie, de la Boucovine et des Alpes Orientales. À la demande du tsar Alexandre II, il traversa et cartographia l’Altaï en 1868.
Tandis que son père, Heinrich Cotta, avait tout jeune renoncé à demander la reconduction du titre de noblesse de sa famille, ses trois fils : Bernhard, Wilhelm et obtinrent de le pouvoir le reprendre en 1858. Cotta, qui était Conseiller des Mines depuis 1862, prit sa retraite en 1874.

## Œuvres
- Die Dendrolithen in Beziehung auf ihren inneren Bau, Dresde et Leipzig 1832
- Geognostische Karte von Sachsen, 1832-1845
- Geognostische Wanderungen, vol. 1-2, Dresde (u.a.) 1836 - 1838
- Anleitung zum Studium der Geologie und Geognosie. Besonders für deutsche Forstwirthe, Landwirthe und Techniker, Dresde (u.a.) 1839
- Geognostische Karte von Thüringen, 1843-1848
- (Zusammenstellung): Geognistische Karten unseres Jahrhunderts, Freiberg 1850
- Der innere Bau der Gebirge, Freiberg 1851
- Gangstudien oder Beiträge zur Kenntniss der Erzgänge, vol. 1-4, Freiberg 1850-1862
- Geologische Briefe aus den Alpen, Leipzig 1850
- Briefe über Humboldts Kosmos. Ein Commentar zu diesem Werke für gebildete Laien, Leipzig 1850-1860 (mehrere Auflagen)
- Geologische Bilder, Leipzig 1852 (plusieurs rééditions)
- Gesteinslehre, vol. 1-2, Freiberg 1855 (trad. anglaise en 1866)
- Lehre von den Flözformationen, Freiberg 1856
- Deutschlands Boden, sein geologischer Bau und dessen Einwirkung auf das Leben des Menschen, Bd. 1-2, Leipzig 1854 und 1858
- Lehre von den Erzlagerstätten, vol.1-2, Freiberg 1854/1859-1861, 1870 (englisch)
- Geologische Fragen, Freiberg 1858
- Katechismus der Geologie, Leipzig 1861
- Ungarische und Siebenbürgische Bergorte, Leipzig 1862
- (en coll. avec Edmund von Fellenberg) : Die Erzlagerstätten Ungarns und Siebenbürgens, Freiberg 1862
- Geologie der Gegenwart, Leipzig 1865 (plusieurs rééditions)
- Erzlagerstätten im Banat und in Serbien, Vienne 1865
- Der Altaï, sein geologischer Bau und seine Erzlagerstätten, Leipzig 1871
- Beiträge zur Geschichte der Geologie, volume 1, Leipzig 1877